# Tribe (musikalbum)
Tribe är det åttonde studioalbum av det amerikanska progressiv metal-bandet Queensrÿche, utgivet 22 juli 2003 av skivbolaget Sanctuary Records. Musiken på "Tribe" ligger närmare alternativ rock än den progressiva metal som bandet gjorde sig känd för i början av sin karriär. Många av bandets fans ser dock denna skiva som en klar uppryckning efter missnöjet med det föregående albumet, Q2K. Bandets originalgitarrist Chris DeGarmo gjorde comeback i bandet som låtskrivare och skulle även medverkat på den kommande turnén. Han hoppade dock av igen strax innan dess och ersattes då av Mike Stone.

## Låtlista
1. "Open" (Chris DeGarmo, Geoff Tate, Michael Wilton) –  4:32
2. "Losing Myself" (Mike Stone, Tate) – 4:12
3. "Desert Dance" (DeGarmo, Scott Rockenfield, Tate, Wilton) –  3:58
4. "Falling Behind" (DeGarmo, Tate) –  4:29
5. "The Great Divide" (Tate, Wilton) – 4:01
6. "Rhythm of Hope" (Eddie Jackson, Rockenfield, Tate) – 3:31
7. "Tribe" (Jackson, Rockenfield, Tate, Wilton) – 4:40
8. "Blood" (Tate, Wilton) – 4:14
9. "The Art of Life" (DeGarmo, Tate) – 4:12
10. "Doin' Fine" (DeGarmo, Tate) – 3:52

## Medverkande
Queensrÿche-medlemmar
- Geoff Tate – sång
- Michael Wilton – gitarr
- Eddie Jackson – basgitarr
- Scott Rockenfield – trummor

Bidragande musiker
- Chris DeGarmo – sång
- Mike Stone – gitarr
- Tim Truman – orkesterarrangemang & keyboard (spår 6)

Produktion
- Queensrÿche – producent
- Scott Olson – ljudtekniker
- Tom Hall – assisterande ljudtekniker
- Adam Kasper – ljudtekniker (spår 2), ljudmix
- Sam Hofstedt – assisterande ljudmix
- Howie Weinberg – mastering
- Rory Berger – omslagsdesign, omslagskonst
- Takeshi Ishikawa – omslagskonst
- Karen Moskowitz – foto